# Parafia Świętych Apostołów Piotra i Pawła w Półcznie
Parafia Św. Apostołów Piotra i Pawła w Półcznie – parafia rzymskokatolicka należąca do diecezji pelplińskiej i będąca częścią dekanatu bytowskiego. Jest małą kaszubską parafią. Liczy zaledwie 683 parafian (dane z 2013 roku). Została erygowana w 1945 roku. Kościół parafialny pochodzi z roku 1907 i powstał jako świątynia ewangelicka. Po II wojnie światowej został on przejęty przez wspólnotę katolicką. Jej pierwszym proboszczem został wówczas ks. Wilhelm Luengen, po nim parafie objął ks. Lech Rychwalski, następnie ks. Zbigniew Wilczyński (obecnie rezydent w parafii), potem ks. Józef Szałapski, ponownie ks. Zbigniew Wilczyński, ks. Mariusz Szyca, ks. Dariusz Ryłko, ks. Krzysztof Kosobucki. Od 2019 proboszczem jest ks. Mirosław Bucholc. Parafia należała kolejno do Administratury Gorzowskiej, od 1972 do diecezji koszalińsko-kołobrzeskiej, a od reorganizacji diecezji polskich w 1992 należy do diecezji pelplińskiej. 
Głównym odpustem parafialnym jest uroczystość św. Piotra i Pawła (29 czerwca), drugi odpust to dzień MB Różańcowej (7 października).